# Salto con gli sci agli VIII Giochi asiatici invernali
Le competizioni di salto con gli sci agli VIII Giochi asiatici invernali si sono svolte dal 22 al 25 febbraio 2017 al Miyanomori Ski Jump Stadium di Sapporo, in Giappone.

## Podi

### Uomini
| Evento                                 | Oro            | Argento     | Bronzo           |
| Trampolino normale (dettagli)          | Yukiya Sato    | Yuken Iwasa | Sergey Tkachenko |
| Trampolino grande (dettagli)           | Naoki Nakamura | Yuken Iwasa | Marat Zhaparov   |
| Trampolino grande a squadre (dettagli) | Giappone       | Kazakistan  | Corea del Sud    |

## Medagliere
| Posiz. | Nazione       | Oro | Argento | Bronzo | Totale |
| ------ | ------------- | --- | ------- | ------ | ------ |
| 1      | Giappone      | 3   | 2       | 0      | 5      |
| 2      | Kazakistan    | 0   | 1       | 2      | 3      |
| 3      | Corea del Sud | 0   | 0       | 1      | 1      |
| Totale | Totale        | 3   | 3       | 3      | 9      |